# Antoine-Gonthier II de Schwarzbourg-Sondershausen-Arnstadt
Antoine-Gonthier II, comte de Schwarzbourg-Sondershausen-Arnstadt (10 octobre 1653 à Sondershausen – 20 juillet 1716 à Arnstadt) est comte de Schwarzbourg et Hohenstein et seigneur de Sondershausen, Arnstadt et Leutenberg de 1666 jusqu'à sa mort. En 1697, il est élevé au rang de prince de Schwarzbourg.

## Biographie
Antoine Gonthier II est le fils du comte Antoine-Gonthier Ier de Schwarzbourg-Sondershausen et son épouse la comtesse palatine Marie-Madeleine de Birkenfeld. En 1666, il succède à son père, conjointement avec son frère aîné Christian-Guillaume de Schwarzbourg-Sondershausen. En 1681, les frères divisent leur héritage, Antoine Gonthier II reçoit les quartiers d'Ebeleben, Schernberg, Keula, et Arnstadt. En 1697, les frères sont élevés au rang de Prince du Saint-Empire, mais Antoine Gonthier II s'abstient d'utiliser ce titre jusqu'en 1709.
Antoine Gonthier II rénove entièrement son lieu de résidence à Arnstadt. Il est un grand mécène de la musique et un fervent collectionneur d'antiquités et d'objets d'art. Au cours de son règne, Arnstadt devient un centre culturel important. En 1702, il invite Jean-Sébastien Bach, qui a 17 ans à l'époque, pour devenir organiste de la cour d'Arnstadt.
En 1684, il épouse Augusta-Dorothée de Brunswick-Wolfenbüttel (1666-1751), la fille du duc Antoine-Ulrich de Brunswick-Wolfenbüttel. Leur mariage est sans enfant, et, après sa mort, Arnstadt retourne à son frère Christian Guillaume.